# Mori Taijiro
Taijiro Mori (sinh ngày 8 tháng 12 năm 1991) là một cầu thủ bóng đá người Nhật Bản.

## Sự nghiệp câu lạc bộ
Taijiro Mori đã từng chơi cho Kataller Toyama và Sagawa Printing.